# Nati nel 1988/Maggio
| Questa pagina contiene informazioni ricavate automaticamente dalle voci biografiche con l'ausilio del template Bio e di un bot. L'aggiornamento è periodico e automatico e ricostruisce completamente la pagina. Se manca una persona in questa lista, sei pregato di non aggiungerla, ma accertati piuttosto che la sua voce biografica contenga il template Bio e che i dati anagrafici siano correttamente compilati. Se il template Bio manca, inseriscilo tu stesso o, in alternativa, metti l'avviso {{tmp\|Bio}} che ne segnala la mancanza. Se i dati riportati sono sbagliati, correggi direttamente la voce biografica; le modifiche saranno visibili in questa lista entro pochi giorni. Per chiarimenti vedi il progetto biografie. La lista contiene solo le 512 persone che sono citate nell'enciclopedia e per le quali è stato implementato correttamente il template Bio. Pagina aggiornata al 2 ago 2025. |

- 1º maggio - Mohamed Awal, calciatore ghanese
- 1º maggio - Nicholas Braun, attore statunitense
- 1º maggio - Massimo Camin, ex hockeista su ghiaccio italiano
- 1º maggio - Francesco De Rinaldis, hockeista su pista italiano
- 1º maggio - Hélton Dos Reis, ex calciatore francese
- 1º maggio - Frédéric Gounongbe, ex calciatore belga
- 1º maggio - Tina Grassow, pattinatrice di short track tedesca
- 1º maggio - Joe Hendry, wrestler scozzese
- 1º maggio - Maksim Huscik, sciatore freestyle bielorusso († 2023)
- 1º maggio - Faicel Jaballah, judoka tunisino
- 1º maggio - Tom Lucy, canottiere britannico
- 1º maggio - Nicolò Manfredini, calciatore italiano
- 1º maggio - Teodor Peterson, ex fondista svedese
- 1º maggio - Anushka Sharma, attrice indiana
- 1º maggio - Andrew Stadler, ex calciatore statunitense
- 2 maggio - Jerry Akaminko, ex calciatore ghanese
- 2 maggio - Willemijn Bos, hockeista su prato olandese
- 2 maggio - Laura Brent, attrice australiana
- 2 maggio - Shaun Chapas, giocatore di football americano statunitense
- 2 maggio - Neftalí Feliz, giocatore di baseball dominicano
- 2 maggio - Go Bo-gyeol, attrice sudcoreana
- 2 maggio - Alireza Haghighi, calciatore iraniano
- 2 maggio - Stephen Henderson, ex calciatore irlandese
- 2 maggio - Fouad Idabdelhay, calciatore olandese
- 2 maggio - Beram Kayal, calciatore israeliano
- 2 maggio - Maciej Korzym, ex calciatore polacco
- 2 maggio - Nixson Kurgat, ex maratoneta keniota
- 2 maggio - Tyler Laser, ex cestista statunitense
- 2 maggio - Fabian Lustenberger, allenatore di calcio e ex calciatore svizzero
- 2 maggio - Lucas Martínez, hockeista su pista argentino
- 2 maggio - Sibusiso Matsenjwa, velocista swati
- 2 maggio - Johanna Mattsson, lottatrice svedese
- 2 maggio - Artur Noga, ostacolista polacco
- 2 maggio - Edwige Pezzulli, astrofisica e divulgatrice scientifica italiana
- 2 maggio - David Registe, ex lunghista dominicense
- 2 maggio - Olzhas Sattibayev, pugile kazako
- 2 maggio - Jamie Skeen, ex cestista statunitense
- 2 maggio - Juan Pablo Valencia, ex ciclista su strada e pistard colombiano
- 2 maggio - Lara Veronin, cantante e musicista statunitense
- 3 maggio - Adrien Dipanda, pallamanista francese
- 3 maggio - Mohsen Forouzan, calciatore iraniano
- 3 maggio - Anders Lindbäck, hockeista su ghiaccio svedese
- 3 maggio - Benjamin Monclar, ex cestista francese
- 3 maggio - Luciano Mutasi, ex calciatore camerunese
- 3 maggio - Joses Nawo, calciatore salomonese
- 3 maggio - Jorginho, calciatore brasiliano
- 3 maggio - Perry Riley, giocatore di football americano statunitense
- 3 maggio - Kaya Turski, ex sciatrice freestyle canadese
- 4 maggio - Oleksandr Abramenko, ex sciatore freestyle ucraino
- 4 maggio - Enrico Alfonso, calciatore italiano
- 4 maggio - Mihaela Buzărnescu, tennista rumena
- 4 maggio - Derrick Caracter, ex cestista statunitense
- 4 maggio - Westley Gough, pistard neozelandese
- 4 maggio - David Gray, allenatore di calcio e ex calciatore scozzese
- 4 maggio - LaRoyce Hawkins, attore e poeta statunitense
- 4 maggio - Giōrgos Iōannidīs, ex calciatore greco
- 4 maggio - Adam Koch, ex cestista statunitense
- 4 maggio - Yannick Martinez, ciclista su strada e ciclocrossista francese
- 4 maggio - David Mendieta Alfonso, calciatore paraguaiano
- 4 maggio - Radja Nainggolan, calciatore belga
- 4 maggio - Riana Nainggolan, calciatrice e giocatrice di calcio a 5 belga
- 4 maggio - Augusto Pacheco Fraga, ex calciatore brasiliano
- 4 maggio - Ryan Schraeder, giocatore di football americano statunitense
- 4 maggio - Kyle Singler, ex cestista statunitense
- 4 maggio - Joachim Thomassen, ex calciatore norvegese
- 4 maggio - Ole Werner, allenatore di calcio tedesco
- 4 maggio - Ruben Yttergård Jenssen, calciatore norvegese
- 5 maggio - Adele, cantautrice britannica
- 5 maggio - Ra'ed Al-Nawateer, calciatore giordano
- 5 maggio - Kevin Alston, ex calciatore statunitense
- 5 maggio - Stanislav Andreyev, calciatore uzbeko
- 5 maggio - Denys Berinčyk, pugile ucraino
- 5 maggio - Fatos Bećiraj, ex calciatore montenegrino
- 5 maggio - Agustín Díaz, calciatore argentino
- 5 maggio - Frickson Erazo, ex calciatore ecuadoriano
- 5 maggio - Erik Falkenburg, calciatore olandese
- 5 maggio - Vitor Faverani, cestista brasiliano
- 5 maggio - Robert Garrett, calciatore nordirlandese
- 5 maggio - Brooke Hogan, cantante, modella e attrice statunitense
- 5 maggio - Romy Kasper, ciclista su strada e pistard tedesca
- 5 maggio - Ivan Maeŭski, ex calciatore bielorusso
- 5 maggio - Il'dar Nugumanov, giocatore di calcio a 5 russo
- 5 maggio - Shadrack Ramoni, calciatore salomonese
- 5 maggio - Risto Ristović, calciatore serbo
- 5 maggio - Audrey Robichaud, sciatrice freestyle canadese
- 5 maggio - Karl Schulze, canottiere tedesco
- 5 maggio - Son Tae-jin, taekwondoka sudcoreano
- 5 maggio - China Soul, cantante e compositrice statunitense
- 5 maggio - Skye Sweetnam, cantante canadese
- 6 maggio - Alexis Ajinça, ex cestista e allenatore di pallacanestro francese
- 6 maggio - Doreen Amata, altista nigeriana
- 6 maggio - Ryan Anderson, ex cestista statunitense
- 6 maggio - Miranda Ayim, ex cestista canadese
- 6 maggio - Leonardo Blanchard, calciatore italiano
- 6 maggio - Marcus Cannon, giocatore di football americano statunitense
- 6 maggio - Nik Cochran, ex cestista canadese
- 6 maggio - Călin Cristea, calciatore rumeno
- 6 maggio - Marcel Essombé, calciatore camerunese
- 6 maggio - Hegon, ex calciatore brasiliano
- 6 maggio - Dakota Kai, wrestler neozelandese
- 6 maggio - Sténio Nivaldo Matos dos Santos, ex calciatore capoverdiano
- 6 maggio - Jonathan Nelson, giocatore di football americano statunitense
- 6 maggio - Antonio Pergreffi, calciatore italiano
- 6 maggio - Demis Radovčić, pallamanista italiano
- 6 maggio - Ramon de Morais Motta, ex calciatore brasiliano
- 6 maggio - Nicolás Romat, calciatore argentino
- 6 maggio - Adigun Taofeek Salami, ex calciatore nigeriano
- 6 maggio - Andrea Stravaganti, artista marziale italiano
- 6 maggio - Molly Taylor, pilota automobilistica e pilota di rally australiana
- 6 maggio - Jani Virtanen, ex calciatore finlandese
- 6 maggio - Petrit Zhubi, calciatore e giocatore di calcio a 5 svedese
- 7 maggio - Nathan Burns, calciatore australiano
- 7 maggio - Johann Carrasso, ex calciatore francese
- 7 maggio - Andreea Chițu, judoka rumena
- 7 maggio - Sam Dyson, giocatore di baseball statunitense
- 7 maggio - Bruno Gallo, calciatore brasiliano
- 7 maggio - Alex Goode, rugbista a 15 inglese
- 7 maggio - Brandon Jones, attore statunitense
- 7 maggio - Ma Jin, giocatrice di badminton cinese
- 7 maggio - Takayuki Morimoto, ex calciatore giapponese
- 7 maggio - Erasto Nyoni, calciatore tanzaniano
- 7 maggio - Rodrigo Junior Paula Silva, ex calciatore brasiliano
- 7 maggio - Jana Franziska Poll, pallavolista tedesca
- 7 maggio - Eino Puri, ex calciatore estone
- 7 maggio - Sander Puri, calciatore estone
- 7 maggio - Niklas Römer, ex giocatore di football americano tedesco
- 7 maggio - Alfredo Rafael Sosa, ex calciatore argentino
- 7 maggio - Pavel Suchov, schermidore russo
- 7 maggio - Aleksandar Ugrinoski, ex cestista macedone
- 7 maggio - Iain Vigurs, calciatore scozzese
- 8 maggio - Admir Adrović, ex calciatore montenegrino
- 8 maggio - Tommy Gallarda, giocatore di football americano statunitense
- 8 maggio - Tanel Kurbas, cestista estone
- 8 maggio - Matti Lund Nielsen, ex calciatore danese
- 8 maggio - Gottlieb Nakuta, calciatore namibiano
- 8 maggio - Maicon Pereira de Oliveira, calciatore brasiliano († 2014)
- 8 maggio - Carola Rackete, ambientalista, attivista e politica tedesca
- 8 maggio - Lise de la Salle, pianista francese
- 8 maggio - Leanne Smith, nuotatrice statunitense
- 8 maggio - L.D. Williams, ex cestista e allenatore di pallacanestro statunitense
- 9 maggio - Felix Bastians, calciatore tedesco
- 9 maggio - Nemanja Bjelica, ex cestista serbo
- 9 maggio - Matthew Bryan-Amaning, cestista britannico
- 9 maggio - Kévin Bérigaud, calciatore francese
- 9 maggio - Devin DiDiomete, hockeista su ghiaccio canadese
- 9 maggio - Ras-I Dowling, giocatore di football americano statunitense
- 9 maggio - Edwin Eziyodawe, ex calciatore nigeriano
- 9 maggio - Romana Hejdová, ex cestista ceca
- 9 maggio - Timm Klose, ex calciatore tedesco
- 9 maggio - Cristian Melinte, ex calciatore rumeno
- 9 maggio - Eugenio Saitta, politico italiano
- 9 maggio - Rodrigo Salinas, ex calciatore messicano
- 9 maggio - Jevhen Selin, ex calciatore ucraino
- 9 maggio - Javorn Stevens, calciatore antiguo-barbudano
- 9 maggio - Shahdan Sulaiman, calciatore singaporiano
- 9 maggio - Matías Suárez, calciatore argentino
- 9 maggio - Leonel Ucha, calciatore portoghese
- 10 maggio - Lorenzo Bertelli, pilota di rally italiano
- 10 maggio - Larbi Bourrada, multiplista e astista algerino
- 10 maggio - Łukasz Burliga, calciatore polacco
- 10 maggio - Jhasmani Campos, calciatore boliviano
- 10 maggio - Mickaël Garos, calciatore francese
- 10 maggio - Adam Lallana, allenatore di calcio e ex calciatore inglese
- 10 maggio - Jonathan López, calciatore guatemalteco
- 10 maggio - Greg McElroy, ex giocatore di football americano statunitense
- 10 maggio - Luca Mora, calciatore italiano
- 10 maggio - Sebastián Nayar, ex calciatore argentino
- 10 maggio - Allan Nyom, calciatore camerunese
- 10 maggio - Lucia Ondrušová, calciatrice slovacca
- 10 maggio - Miriam Stein, attrice austriaca
- 10 maggio - Milan Stojanović, calciatore serbo
- 10 maggio - Vojo Ubiparip, calciatore serbo
- 10 maggio - Jevhenija Šarovka, ex cestista ucraina
- 11 maggio - Blac Chyna, modella e imprenditrice statunitense
- 11 maggio - Joshua Crawford, cestista statunitense
- 11 maggio - Janus Drachmann, ex calciatore danese
- 11 maggio - Severin Freund, ex saltatore con gli sci tedesco
- 11 maggio - Fernando Gabriel Vougado Ribeiro, ex calciatore brasiliano
- 11 maggio - Giovanni Gravenbeek, ex calciatore olandese
- 11 maggio - Ryōma Hashimoto, cestista giapponese
- 11 maggio - Ace Hood, rapper statunitense
- 11 maggio - Juan Imhoff, rugbista a 15 argentino
- 11 maggio - Hannah Kasulka, attrice statunitense
- 11 maggio - Marcel Kittel, ex ciclista su strada tedesco
- 11 maggio - Predrag Luka, calciatore serbo
- 11 maggio - Jeremy Maclin, ex giocatore di football americano statunitense
- 11 maggio - Brad Marchand, hockeista su ghiaccio canadese
- 11 maggio - Jonathan Massaquoi, ex giocatore di football americano liberiano
- 11 maggio - Meriem Moussa, judoka algerina
- 11 maggio - Raúl Rodríguez Navas, calciatore spagnolo
- 11 maggio - Stephen Paea, giocatore di football americano neozelandese
- 11 maggio - Harry Roldán Pinedo Valera, pittore peruviano
- 11 maggio - Teddy Wigga, ballerino e coreografo italiano
- 11 maggio - Krisko, rapper e cantante bulgaro
- 11 maggio - J.T. Tiller, ex cestista statunitense
- 11 maggio - Ruud Vormer, ex calciatore olandese
- 11 maggio - Nemanja Vranješ, cestista montenegrino
- 11 maggio - Aaron Wheeler, ex calciatore statunitense
- 12 maggio - Judit Bárdos, attrice slovacca
- 12 maggio - Toni Eggert, slittinista tedesco
- 12 maggio - Aja Evans, bobbista statunitense
- 12 maggio - Kristrún Frostadóttir, politica e economista islandese
- 12 maggio - Ivan Guidea, lottatore rumeno
- 12 maggio - Nenad Jovanović, calciatore serbo
- 12 maggio - John Kamara, calciatore sierraleonese
- 12 maggio - Bello Musa Kofarmata, calciatore nigeriano († 2022)
- 12 maggio - Ramazan Köse, calciatore turco
- 12 maggio - Marcelo Vieira da Silva Júnior, ex calciatore brasiliano
- 12 maggio - Babett Peter, ex calciatrice tedesca
- 12 maggio - Viktor Tichonov, hockeista su ghiaccio russo
- 12 maggio - Dragomir Vukobratović, calciatore serbo
- 12 maggio - Ben Zemanski, allenatore di calcio e ex calciatore statunitense
- 13 maggio - Salif Coulibaly, calciatore maliano
- 13 maggio - Vladimir Dašić, cestista montenegrino
- 13 maggio - Danilo Decembrini, pattinatore artistico a rotelle italiano
- 13 maggio - Paulinho Dias, calciatore brasiliano
- 13 maggio - Casey Donovan, cantante australiana
- 13 maggio - Josué Flores, calciatore salvadoregno
- 13 maggio - Erlis Frashëri, calciatore albanese
- 13 maggio - Said Husejinović, calciatore bosniaco
- 13 maggio - Isael da Silva Barbosa, calciatore brasiliano
- 13 maggio - Angela Locatelli, calciatrice italiana
- 13 maggio - William Lockwood, canottiere australiano
- 13 maggio - Matthew McLean, nuotatore statunitense
- 13 maggio - Branislav Milošević, calciatore serbo
- 13 maggio - Bibiane Schoofs, tennista olandese
- 13 maggio - Bart Vertenten, arbitro di calcio belga
- 13 maggio - Lydia Williams, calciatrice australiana
- 13 maggio - Marko Čakarević, cestista serbo
- 14 maggio - Jayne Appel, ex cestista statunitense
- 14 maggio - Leon Broekhof, ex calciatore olandese
- 14 maggio - Niccolò Canepa, pilota motociclistico italiano
- 14 maggio - Mirel Çota, calciatore albanese
- 14 maggio - Gabriel Ebert, attore statunitense
- 14 maggio - Aurélien Rigaux, cestista francese
- 14 maggio - Sichelle, cantante norvegese
- 14 maggio - Nadine Sierra, soprano statunitense
- 14 maggio - Jessica Watkins, astronauta e geologa statunitense
- 15 maggio - Adam Bakri, attore palestinese
- 15 maggio - Steve Borg, calciatore maltese
- 15 maggio - Jefferson Cuero, ex calciatore colombiano
- 15 maggio - Diego, ex calciatore brasiliano
- 15 maggio - Nicole Flint, modella sudafricana
- 15 maggio - Kenardo Forbes, calciatore giamaicano
- 15 maggio - Will Graves, ex cestista statunitense
- 15 maggio - Matteo Gualemi, giocatore di biliardo italiano
- 15 maggio - Dmitrij Guz', ex calciatore russo
- 15 maggio - Kim Dae-ho, calciatore sudcoreano
- 15 maggio - Loïc Korval, judoka francese
- 15 maggio - Hugo López Martínez, ex calciatore spagnolo
- 15 maggio - Nedeljko Malić, ex calciatore bosniaco
- 15 maggio - Endéné Miyem, cestista francese
- 15 maggio - Samir Məmmədov, pugile azero
- 16 maggio - Matías Benítez, rugbista a 15 uruguaiano
- 16 maggio - Jermaine Fowler, attore e comico statunitense
- 16 maggio - Martynas Gecevičius, cestista lituano
- 16 maggio - Rafiq Hüseynov, lottatore azero
- 16 maggio - Anton Kaniboloc'kyj, ex calciatore ucraino
- 16 maggio - Vicky Kaushal, attore indiano
- 16 maggio - Nate Potter, giocatore di football americano statunitense
- 16 maggio - Atousa Pourkashiyan, scacchista iraniana
- 16 maggio - Behati Prinsloo, supermodella namibiana
- 17 maggio - Francesco Caria, fantino italiano
- 17 maggio - Fiammetta Cicogna, conduttrice televisiva, modella e attrice italiana
- 17 maggio - Gerardo Elías Cortés, ex calciatore cileno
- 17 maggio - Damien Da Silva, calciatore francese
- 17 maggio - Frank Feltscher, ex calciatore svizzero
- 17 maggio - Andreea Huțanu, ex cestista rumena
- 17 maggio - Kim Jung-ya, ex calciatore sudcoreano
- 17 maggio - Marius Kipserem, maratoneta keniota
- 17 maggio - Erik Lesser, ex sciatore nordico tedesco
- 17 maggio - Jennison Myrie-Williams, ex calciatore inglese
- 17 maggio - Granddi N'Goyi, ex calciatore francese
- 17 maggio - Alexis Niz, ex calciatore argentino
- 17 maggio - Kumiko Ōba, ex cestista giapponese
- 17 maggio - Marcus Olsson, calciatore svedese
- 17 maggio - Martin Olsson, calciatore svedese
- 17 maggio - Marcelo Rangel, calciatore brasiliano
- 17 maggio - Nikki Reed, attrice statunitense
- 17 maggio - Son Wan-ho, giocatore di badminton sudcoreano
- 17 maggio - Bianca Stuart, lunghista bahamense
- 17 maggio - Nina Tipotsch, ex sciatrice alpina austriaca
- 17 maggio - Karrueche Tran, attrice e modella statunitense
- 17 maggio - Kōki Yonekura, calciatore giapponese
- 18 maggio - Hirooki Arai, marciatore giapponese
- 18 maggio - Rouzbeh Arghavan, cestista iraniano
- 18 maggio - Paul Baysse, ex calciatore francese
- 18 maggio - Ryan Cooley, attore canadese
- 18 maggio - Kaspars Daugaviņš, hockeista su ghiaccio lettone
- 18 maggio - Taeyang, cantautore e ballerino sudcoreano
- 18 maggio - Chelsea Furlani, hockeista su ghiaccio statunitense
- 18 maggio - Kamilla Gafurzjanova, schermitrice russa
- 18 maggio - Tatsuma Itō, ex tennista giapponese
- 18 maggio - Hayat Lambarki, ostacolista marocchina
- 18 maggio - Ligger Moreira Malaquias, calciatore brasiliano
- 18 maggio - Omo Osaghae, ostacolista statunitense
- 18 maggio - Krista Phillips, ex cestista canadese
- 18 maggio - Verónica Pérez, ex calciatrice statunitense
- 18 maggio - Laima Rickevičiūtė, ex cestista lituana
- 18 maggio - Janeiler Rivas, ex calciatore colombiano
- 18 maggio - Kévin Réza, ex ciclista su strada e pistard francese
- 18 maggio - Kōji Seto, cantante e attore giapponese
- 18 maggio - Didí Torrico, calciatore boliviano
- 19 maggio - Mike Alessi, pilota motociclistico statunitense
- 19 maggio - Marlon Blue, modello, attore e artista austriaco
- 19 maggio - Evgenij Baljajkin, ex calciatore russo
- 19 maggio - Reda El Amrani, ex tennista marocchino
- 19 maggio - Cameron Hepple, calciatore bahamense
- 19 maggio - Kenny Kadji, cestista camerunese
- 19 maggio - Jocelyne Larocque, hockeista su ghiaccio canadese
- 19 maggio - Lee Hsin-han, tennista taiwanese
- 19 maggio - Antonija Mišura, ex cestista croata
- 19 maggio - Cristian Piarrou, allenatore di calcio e ex calciatore argentino
- 19 maggio - Filip Stojanović, allenatore di calcio e ex calciatore serbo
- 19 maggio - Santiago Villafañe, calciatore argentino
- 19 maggio - Juan Villar, ex calciatore spagnolo
- 19 maggio - Davide Zanotelli, giocatore di curling italiano
- 20 maggio - Kayden Carter, wrestler statunitense
- 20 maggio - Rafael Coelho, ex calciatore brasiliano
- 20 maggio - Chiara Consolini, cestista italiana
- 20 maggio - Magno Cruz, calciatore brasiliano
- 20 maggio - Nikki Hamblin, mezzofondista neozelandese
- 20 maggio - Amaechi Igwe, ex calciatore statunitense
- 20 maggio - Jaroslav Kalfař, scrittore statunitense
- 20 maggio - Kim Lamarre, sciatrice freestyle canadese
- 20 maggio - Lynda Morales, giocatrice di beach volley e ex pallavolista portoricana
- 20 maggio - Lana Obad, modella croata
- 20 maggio - Oh Ban-suk, calciatore sudcoreano
- 20 maggio - Andrij Procenko, altista ucraino
- 20 maggio - Markus Sammer, bobbista austriaco
- 20 maggio - Fabio Testa, ex hockeista su ghiaccio italiano
- 20 maggio - C.K. Vineeth, ex calciatore indiano
- 20 maggio - Stopira, calciatore capoverdiano
- 21 maggio - Felipe Alves Raymundo, calciatore brasiliano
- 21 maggio - Bianca Bagnarelli, illustratrice e fumettista italiana
- 21 maggio - Chase Baker, ex giocatore di football americano e allenatore di football americano statunitense
- 21 maggio - Omar Esparza, ex calciatore messicano
- 21 maggio - Jonathan Howson, calciatore inglese
- 21 maggio - Rudy Jomby, ex cestista francese
- 21 maggio - Kim Joo-ri, modella sudcoreana
- 21 maggio - Yūtarō Kobayashi, giocatore di football americano giapponese
- 21 maggio - Kaire Leibak, ex triplista estone
- 21 maggio - Idir Ouali, calciatore francese
- 21 maggio - Diana Pančenko, giornalista e conduttrice televisiva ucraina
- 21 maggio - Park Gyu-ri, cantante e attrice sudcoreana
- 21 maggio - Aída Román, arciera messicana
- 21 maggio - Kevin Schindler, ex calciatore tedesco
- 22 maggio - Tony Andreu, ex calciatore francese
- 22 maggio - Miloš Bosančić, ex calciatore serbo
- 22 maggio - Chase Budinger, giocatore di beach volley e ex cestista statunitense
- 22 maggio - Ryan Camilleri, calciatore maltese
- 22 maggio - CoCo, rapper e cantautore italiano
- 22 maggio - Joe Coffey, wrestler britannico
- 22 maggio - Cristian Cominelli, ciclocrossista e mountain biker italiano
- 22 maggio - Kasper Fisker, ex calciatore danese
- 22 maggio - Giulia Fiume, attrice italiana
- 22 maggio - Santana Garrett, wrestler statunitense
- 22 maggio - Pape M'Bow, ex calciatore senegalese
- 22 maggio - Fábio Manuel Matos Santos, ex calciatore portoghese
- 22 maggio - Ilaria Mauro, ex calciatrice italiana
- 22 maggio - Marcos Neves, ex calciatore brasiliano
- 22 maggio - Robert Oehle, cestista tedesco
- 22 maggio - Heida Reed, attrice e modella islandese
- 22 maggio - Paola Sallustro, attrice e cantautrice argentina
- 22 maggio - Vegard Skjerve, ex calciatore norvegese
- 22 maggio - Amir Zaibi, scacchista tunisino
- 22 maggio - Willians dos Santos Santana, calciatore brasiliano
- 23 maggio - Fatoumata Bagayoko, ex cestista maliana
- 23 maggio - Vic Black, giocatore di baseball statunitense
- 23 maggio - Rosanna Crawford, ex biatleta canadese
- 23 maggio - Lorenzo De Silvestri, calciatore italiano
- 23 maggio - Courtney Fortson, cestista statunitense
- 23 maggio - Gavin Free, youtuber, attore e regista britannico
- 23 maggio - Kevin Galloway, cestista statunitense
- 23 maggio - Shady Hamadi, scrittore italiano
- 23 maggio - Sara Hjort Ditlevsen, attrice e modella danese
- 23 maggio - Iain Jensen, velista australiano
- 23 maggio - Irena Matović, ex cestista montenegrina
- 23 maggio - Angelo Ogbonna, calciatore italiano
- 23 maggio - Mohamed Ramadan, attore, cantautore e rapper egiziano
- 24 maggio - Masei Amosa, calciatore samoano
- 24 maggio - Artëm Anisimov, hockeista su ghiaccio russo
- 24 maggio - Bernardo Añor, ex calciatore venezuelano
- 24 maggio - Biadigling Elias, calciatore etiope
- 24 maggio - Tony Gallopin, ex ciclista su strada francese
- 24 maggio - Billy Gilman, cantante statunitense
- 24 maggio - Everton Bilher, calciatore brasiliano
- 24 maggio - Callie Hernandez, attrice e modella statunitense
- 24 maggio - Ilya Ilin, sollevatore kazako
- 24 maggio - Jakkraphan Kaewprom, calciatore thailandese
- 24 maggio - Emmanuel Ledesma, ex calciatore argentino
- 24 maggio - Ramón Osni Moreira Lage, ex calciatore brasiliano
- 24 maggio - Denis Petrić, calciatore sloveno
- 24 maggio - Ibrahim Somé Salombo, calciatore congolese (Repubblica Democratica del Congo)
- 24 maggio - Maicol Verzotto, tuffatore italiano
- 24 maggio - Ivor Weitzer, calciatore croato
- 24 maggio - Daniella Álvarez, modella colombiana
- 25 maggio - Marko Bašić, ex calciatore croato
- 25 maggio - Cameron van der Burgh, ex nuotatore sudafricano
- 25 maggio - Britta Büthe, giocatrice di beach volley tedesca
- 25 maggio - Bruce Campbell, giocatore di football americano statunitense
- 25 maggio - José Fagner Silva da Luz, ex calciatore brasiliano
- 25 maggio - Adrian Forbes, cestista giamaicano
- 25 maggio - Giannīs Fountoulīs, pallanuotista greco
- 25 maggio - Adrián González, allenatore di calcio e ex calciatore spagnolo
- 25 maggio - Mato Jajalo, ex calciatore bosniaco
- 25 maggio - Arturo Ledesma, calciatore messicano
- 25 maggio - Anémone Marmottan, ex sciatrice alpina francese
- 25 maggio - Andrea Russotto, calciatore italiano
- 25 maggio - Dávid Škutka, ex calciatore slovacco
- 25 maggio - Lauren Thomas-Johnson, cestista britannica
- 25 maggio - Frank Turner, ex cestista statunitense
- 26 maggio - Karim Adiprasito, matematico tedesco
- 26 maggio - Ali Al-Hosani, calciatore emiratino
- 26 maggio - Andrea Catellani, dirigente sportivo, allenatore di calcio e ex calciatore italiano
- 26 maggio - Gino Clara, calciatore argentino
- 26 maggio - Juan Cuadrado, calciatore colombiano
- 26 maggio - Cato Hansen, ex calciatore norvegese
- 26 maggio - Ramon Harris, cestista statunitense
- 26 maggio - Bernadett Heidum, pattinatrice di short track ungherese
- 26 maggio - Revaz Lashkhi, lottatore georgiano
- 26 maggio - Roko Mišlov, calciatore croato
- 26 maggio - Luís Carlos Novo Neto, ex calciatore portoghese
- 26 maggio - Fábio Pacheco, calciatore portoghese
- 26 maggio - Sergio Pérez Visca, ex calciatore uruguaiano
- 26 maggio - Orlando Sánchez, cestista dominicano
- 26 maggio - Da'Rel Scott, giocatore di football americano statunitense
- 26 maggio - Dani Stevens, discobola e pesista australiana
- 26 maggio - Orlando Sá, ex calciatore portoghese
- 26 maggio - Akito Watabe, combinatista nordico giapponese
- 26 maggio - Damian Williams, giocatore di football americano statunitense
- 26 maggio - Jakub Řezníček, calciatore ceco
- 27 maggio - Iōannīs Athīnaiou, cestista greco
- 27 maggio - Birkir Bjarnason, calciatore islandese
- 27 maggio - Celso Borges, calciatore costaricano
- 27 maggio - Brad Boxberger, giocatore di baseball statunitense
- 27 maggio - Juanjo Ciércoles, ex calciatore spagnolo
- 27 maggio - Geoffrey Couët, attore francese
- 27 maggio - Vontae Davis, giocatore di football americano statunitense († 2024)
- 27 maggio - Irina Davydova, ostacolista russa
- 27 maggio - Marvin Emnes, ex calciatore olandese
- 27 maggio - David Lighty, cestista statunitense
- 27 maggio - Scott Loach, ex calciatore inglese
- 27 maggio - Denis Odoi, calciatore belga
- 27 maggio - Eva Pinkelnig, saltatrice con gli sci austriaca
- 27 maggio - Andrejs Rastorgujevs, biatleta lettone
- 27 maggio - Tobias Reichmann, pallamanista tedesco
- 27 maggio - Garrett Richards, giocatore di baseball statunitense
- 27 maggio - Tyler Sash, giocatore di football americano statunitense († 2015)
- 27 maggio - João Souza, ex tennista brasiliano
- 27 maggio - Pedro Sousa, ex tennista portoghese
- 27 maggio - Nedim Čović, ex velocista bosniaco
- 28 maggio - Artur Achmatchuzin, schermidore russo
- 28 maggio - Vittoria Baldino, politica italiana
- 28 maggio - Thilina Suranda Bandara, calciatore singalese
- 28 maggio - Ufo361, rapper tedesco
- 28 maggio - Nicole Beck, rugbista a 15 australiana
- 28 maggio - NaVorro Bowman, ex giocatore di football americano statunitense
- 28 maggio - Cheng Fei, ex ginnasta cinese
- 28 maggio - Keron Cummings, calciatore trinidadiano
- 28 maggio - Percy Harvin, ex giocatore di football americano statunitense
- 28 maggio - Carl Ihenacho, ex giocatore di football americano statunitense
- 28 maggio - Carmen Jordá, pilota automobilistica spagnola
- 28 maggio - Craig Kimbrel, giocatore di baseball statunitense
- 28 maggio - Meisa Kuroki, attrice e cantante giapponese
- 28 maggio - Zoran Popović, calciatore serbo
- 28 maggio - Diego Rodríguez Cano, calciatore uruguaiano († 2010)
- 28 maggio - Stauros Tsoukalas, calciatore greco
- 29 maggio - Alessandro Caccia, pugile italiano
- 29 maggio - Garrett Celek, giocatore di football americano statunitense
- 29 maggio - Mihai Costea, calciatore rumeno
- 29 maggio - Mila De Magistris, pallanuotista italiana
- 29 maggio - Tobin Heath, calciatrice statunitense
- 29 maggio - Seb Hines, allenatore di calcio e ex calciatore inglese
- 29 maggio - Ridge Holland, wrestler e ex rugbista a 13 britannico
- 29 maggio - Tomáš Hořava, ex calciatore ceco
- 29 maggio - Daria Kinzer, cantante croata
- 29 maggio - Mirena Küng, ex sciatrice alpina svizzera
- 29 maggio - Sebastian Marshall, copilota di rally britannico
- 29 maggio - Carmen Martín, pallamanista spagnola
- 29 maggio - Steve Mason, hockeista su ghiaccio canadese
- 29 maggio - Andrei Nechita, ex ciclista su strada rumeno
- 29 maggio - José Pablo Varela, calciatore uruguaiano
- 29 maggio - Mu'adh al-Kasasbeh, ufficiale giordano († 2015)
- 30 maggio - Josué Ayala, calciatore argentino
- 30 maggio - Stephanie Beckert, pattinatrice di velocità su ghiaccio tedesca
- 30 maggio - Bradley Bubb, calciatore grenadino
- 30 maggio - Heike Eder, sciatrice alpina austriaca
- 30 maggio - Kelvin Etuhu, ex calciatore nigeriano
- 30 maggio - Taylor King, ex cestista statunitense
- 30 maggio - Péter Kurucz, ex calciatore ungherese
- 30 maggio - Colin McCarthy, giocatore di football americano statunitense
- 30 maggio - No Way Jose, wrestler statunitense
- 30 maggio - Amanda Nunes, artista marziale misto brasiliano
- 30 maggio - Boban Tomić, ex cestista sloveno
- 30 maggio - Irak'li K'limiashvili, ex calciatore georgiano
- 31 maggio - Francesco Cosso, arbitro di calcio italiano
- 31 maggio - Nicolas Diguiny, calciatore francese
- 31 maggio - James Florence, cestista statunitense
- 31 maggio - Marco Guazzone, cantautore e compositore italiano
- 31 maggio - Markus Dupree, attore pornografico russo
- 31 maggio - Gianni Lampis, politico italiano
- 31 maggio - Laura Ioana Paar, tennista rumena
- 31 maggio - Marko Raičević, calciatore montenegrino
- 31 maggio - Ladale Richie, calciatore giamaicano
- 31 maggio - Sakari Salminen, hockeista su ghiaccio finlandese
- 31 maggio - Tommy Sugiarto, giocatore di badminton indonesiano
- 31 maggio - Elias Theodorou, artista marziale misto e personaggio televisivo canadese († 2022)
- 31 maggio - Giovanni Tomassini, cestista italiano
- 31 maggio - Livvi Franc, cantautrice britannica
- 31 maggio - Joseph Zerafa, calciatore maltese
- 31 maggio - Jonathan Álvez, calciatore uruguaiano